# اوسترا گورکا (استان اشوی‌داشکسیه)
اوسترا گورکا (به لهستانی: Ostra Górka) یک منطقهٔ مسکونی در لهستان است که در گمینا کراسوچین واقع شده‌است. اوسترا گورکا ۶۳ نفر جمعیت دارد.